# Таджикский рубль
Таджи́кский рубль или рубл (тадж. рубли тоҷикӣ) — официальная валюта Таджикистана с 10 мая 1995 года до 29 октября 2000 года. Формально состоял из 100 тангов.
Первоначально национальная валюта Таджикистана в Общероссийском классификаторе валют называлась «таджикский рубль», а с 17 марта 1997 года по 1 июля 2001 года — «таджикский рубл».

## История
Как и многие другие республики бывшего Советского Союза, Таджикистан продолжал использовать советский рубль даже после обретения независимости. 26 июля 1993 года была выпущена новая серия российских рублей, и советские деньги прекратили своё хождение на территории Российской Федерации. В Таджикистане же эти деньги использовались до 8 января 1994 года.
1 января 1994 года платёжным средством на территории Таджикистана был признан российский рубль 1993 года. До этого, в ноябре 1993 года, рассматривалась возможность введения с 15 мая 1994 года модифицированных российских банкнот с надпечаткой в виде национального таджикского орнамента.
10 мая 1995 года российский рубль был заменён таджикским в соотношении: 1 таджикский рубль = 100 российских рублей. Банковские средства обменивались в ином соотношении: 1 таджикский рубль = 1200 российских рублей. Изначально предполагалось использовать таджикский рубль в качестве денежного купона, который имел бы хождение на территории страны наравне с российским рублём, но тяжёлое положение страны вынудило правительство и Национальный банк ввести таджикский рубль как самостоятельную национальную валюту.
Среди бывших республик Советского Союза Таджикистан последним ввёл собственную денежную единицу. Даже непризнанное государство Приднестровье сделало это раньше.
30 октября 2000 года таджикский рубль был заменён новой национальной валютой — сомони. 1 сомони был установлен равным 1000 таджикских рублей. Обмен осуществлялся до 1 апреля 2001 года, и в этот период обе валюты имели равное хождение.

## Монеты
Была выпущена единственная памятная монета в валюте таджикских рублей в 1999 году.
| Номинал   | Параметры    | Параметры | Параметры   | Описание | Описание      | Описание                | Дата чеканки |
| Номинал   | Диаметр (мм) | Масса (г) | Материал    | Гурт     | Аверс         | Реверс                  | Дата чеканки |
| --------- | ------------ | --------- | ----------- | -------- | ------------- | ----------------------- | ------------ |
| 20 рублей | 35,1         | 20        | серебро-900 | рубчатый | Исмаил Сомони | монаршие принадлежности | 1999         |

## Банкноты
Оформление банкнот таджикских рублей во многом сходно с оформлением советских рублей образца 1961 и 1991 года и российских рублей 1992 года: по цветовой схеме, по виду надписей и размещению деталей. В действительности, таджикские рубли печатались и разрабатывались при участии российского Гознака. Незадолго до введения новой валюты в Таджикистане планировали введение крупных номиналов: 5000 и 10 000 таджикских рублей. Какое количество их было изготовлено, а затем уничтожено — неизвестно, однако часть этих банкнот просочилась из Центробанка Таджикистана.
На лицевой стороне банкнот — изображение номинала, название банка-эмитента (тадж. Бонки миллии Ҷумҳурии Тоҷикистон), герб Таджикистана и год выпуска. На оборотной — изображение здания парламента Таджикистана с развевающимся флагом и номинал. Предупреждение о подделке расположено на оборотной стороне банкнот номиналом 1—500 рублей и на лицевой у банкнот более высокого номинала. Водяной знак у всех банкнот — пятиконечные звёзды по всему полю.
Серийные номера вида АА 1234567, расположены на лицевой стороне банкнот номиналом 1-50 рублей и на оборотной у банкнот более высокого номинала.
| Изображение                                     | Изображение       | Номинал (рублей) | Размеры (мм) | Основные цвета                | Даты                      | Даты                      | Даты                      |
| Лицевая сторона                                 | Оборотная сторона | Номинал (рублей) | Размеры (мм) | Основные цвета                | введения                  | печати                    | изъятия                   |
| ----------------------------------------------- | ----------------- | ---------------- | ------------ | ----------------------------- | ------------------------- | ------------------------- | ------------------------- |
|                                                 |                   | 1                | 102×55       | светло-коричневый зелёный     | 10 мая 1995               | 1994                      | 1 апреля 2001             |
|                                                 |                   | 5                | 102×55       | голубой розовый               | 10 мая 1995               | 1994                      | 1 апреля 2001             |
|                                                 |                   | 10               | 102×55       | красный розовый               | 10 мая 1995               | 1994                      | 1 апреля 2001             |
|                                                 |                   | 20               | 102×55       | фиолетовый зелёный            | 10 мая 1995               | 1994                      | 1 апреля 2001             |
|                                                 |                   | 50               | 102×55       | зелёный жёлтый                | 10 мая 1995               | 1994                      | 1 апреля 2001             |
|                                                 |                   | 100              | 120×60       | коричневый жёлтый зелёный     | 10 мая 1995               | 1994                      | 1 апреля 2001             |
|                                                 |                   | 200              | 120×60       | зелёный розовый               | 10 мая 1995               | 1994                      | 1 апреля 2001             |
|                                                 |                   | 500              | 120×60       | розовый фиолетовый            | 10 мая 1995               | 1994                      | 1 апреля 2001             |
|                                                 |                   | 1000             | 142×71       | коричневый фиолетовый зелёный | 10 мая 1995               | 1994                      | 1 апреля 2001             |
|                                                 |                   | 5000             | 142×71       | голубой синий                 | в обращении не находились | в обращении не находились | в обращении не находились |
|                                                 |                   | 10 000           | 142×71       | светло-оранжевый зелёный      | в обращении не находились | в обращении не находились | в обращении не находились |
| Масштаб изображений — 1,0 пикселя на миллиметр. |                   |                  |              |                               |                           |                           |                           |

## Валютный курс
Курс таджикского рубля к доллару США.
| Год   | 1995 | 1996 | 1997 | 1998 | 1999 | 2000 | 2023 |
| ----- | ---- | ---- | ---- | ---- | ---- | ---- | ---- |
| TJR/$ | 104  | 292  | 559  | 781  | 1237 | 1550 | 1027 |